# Tipula mordax
Tipula mordax är en tvåvingeart som beskrevs av Alexander 1945. Tipula mordax ingår i släktet Tipula och familjen storharkrankar. Inga underarter finns listade i Catalogue of Life.